# Элскен, Эд ван дер
Эд ван дер Элскен (10 марта 1925, Амстердам — 28 декабря 1990, Эдам) — голландский фотограф.

## Биография
С 1937 года начал изучать искусство, после чего переехал в Париж и стал работать свободным фотографом, а также корреспондентом голландской газеты.

## Творчество
Поначалу Элскен работал только с черно-белой фотографией, затем обратился к цвету. В фотографической серии о джазе, сделанной в 1955—1961 гг., он не пользовался фотовспышкой, поскольку считал важным сохранить атмосферу и эмоции момента при естественных световых условиях. Элскен опубликовал серию Сладкая жизнь в 1963 году наряду с многочисленными фотокнигами о Китае, Японии и Амстердаме. Элскен отображал драму и социальную несправедливость в художественно концентрированной форме, например, в фотографии измученного заботой напряженного лица китайской девушки, или в сюжете об апартеиде в Южной Африке.